# Borgo d'Anaunia
Borgo d'Anaunia è un comune italiano di 2 595 abitanti della provincia autonoma di Trento in Trentino-Alto Adige. Si tratta di un comune sparso con sede a Fondo.

## Storia
Il comune è stato istituito il 1º gennaio 2020 per fusione dei territori comunali di Castelfondo, Fondo e Malosco.

## Monumenti e luoghi d'interesse

### Architetture religiose
- Chiesa di Sant'Anna, chiesa parrocchiale a Tret.
- Chiesa di Sant'Antonio, chiesa parrocchiale a Dovena.
- Chiesa di San Martino, chiesa parrocchiale a Fondo.
- Chiesa di San Nicolò, chiesa parrocchiale a Castelfondo.
- Chiesa di Santa Tecla, chiesa parrocchiale a Malosco.
- Chiesa di Santa Lucia, presso Fondo

### Architetture militari
- Castelfondo, castello a Castelfondo;
- Castel Malosco, castello a Malosco;
- Castello di Vasio, castello a Vasio.

### Aree naturali
- Canyon rio Sass;
- Lago Smeraldo;
- Lago di Santa Maria, noto anche come lago di Tret, che si trova sul territorio del comune di Senale-San Felice, nei pressi della frazione di Tret.

## Società

### Evoluzione demografica
Abitanti censiti